# Rhinó (Marvel Comics)
Rhinó, igazi nevén Aleksei Mikhailovich Sytsevich, szuperhős a Marvel Comics képregényeiben. A kitalált szereplő először a The Amazing Spider-Man 41. számában jelent meg 1966-ban.
A karakter az amerikai képregény ezüstkora idején lépett színre. A kitalált szereplő szerepelt már videójátékokban, animációs sorozatokban és játékfigurák is készültek róla.

## Karakter története
A ma Rinóként ismert szuperhős, eredetileg egy piti bűnöző volt, amíg néhány kelet európai titkosügynök fel nem kérte őt, hogy legyen a kísérleti alanyuk, egy projektben, melynek célja egy emberfeletti képességekkel rendelkező zsoldos-bérgyilkos létrehozása volt. Beleegyezése után, a vezető orosz tudósok megkezdték vele a munkát. Hosszú időn keresztül injekciókkal és radioaktív sugárzással bombázták testét, majd végül egy új, szintetikus bőrt adtak rá, amelynek alakja és ellenálló képessége a rinocérosz bőrére emlékeztetett. Így lett a neve Rinó. A kísérlet után ereje és intelligenciája is megnőtt az egykor befolyásolható bűnözőnek.
Miután kitört a laboratóriumból zsoldosnak állt. Első küldetése az űrhajós, John Jameson elrablása volt. Pókember ekkor hosszú és nehéz küzdelem után legyőzte őt és utána le is tartóztatták. Később megszökött a börtönből. Pókember ekkor már készen állt, és Rinó páncélját vezérlő berendezést tönkre tette. Többször letartóztatták, de nem tudták sokáig fogva tartani.
Tagja volt sok bűnözőcsapatnak. Amikor a Baljós Szindikátus csoporthoz tartozott, társaival közel álltak Pókember likvidálásához, de végül a jó útra tért szintén bűnöző Homokember megmentette.